# Peltosaari (ö i Mellersta Österbotten)
Peltosaari är en halvö i Finland. Den ligger i sjön Vissaveden tekojärvi och i kommunen Vetil i den ekonomiska regionen  Kaustby ekonomiska region  och landskapet Mellersta Österbotten, i den centrala delen av landet, 400 km norr om huvudstaden Helsingfors.